# Howard Pixton
Cecil Howard Pixton (Didsbury, 14 dicembre 1885 – Jurby, 7 febbraio 1972) è stato un aviatore britannico, vincitore dell'edizione del 1914 della coppa Schneider su velivolo Sopwith Schneider.

## Biografia

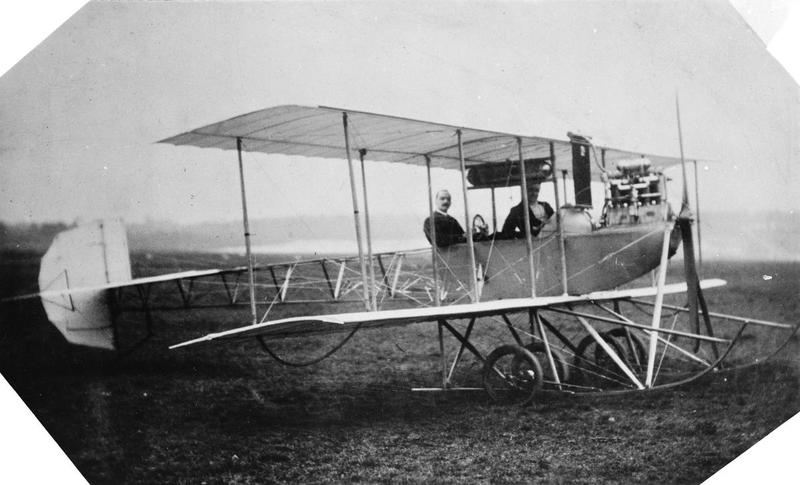
Un Avro Type D.

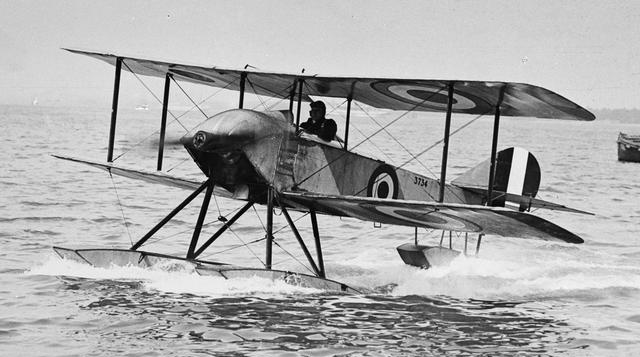
Il Sopwith Schneider pilotato da Howard Pixton che partecipò, vincendola, alla gara del 1914 a Monaco.

Nacque il 14 dicembre 1885.  Iniziò la sua carriera di aviatore a Brooklands nel 1910, conseguendo il brevetto di pilota n.50 del Royal Aero Club di Gran Bretagna, stringendo qui forte amicizia con Alliott Verdon Roe. Insieme i due avviarono  la Avro School of Flying, e poi egli divenne il primo capo pilota collaudatore per la Avro. In un opuscolo intitolato The Brooklands Story 1910/11, egli scrisse che il 1911 fu un anno ricco di eventi per la Avro, inclusa la vendita di un biplano tipo Curtiss a Edward Wakefield, che prese uno dei migliori allievi della scuola Avro, Herbert Stanley Adams, come pilota sul lago Windermere.
Il 1 aprile 1911 portò in volo per la prima volta a Brooklands il prototipo dello Avro Type D, con cui partecipò il 6 maggio alla gara aerea Brooklands-Brighton. A seguito di un volo dimostrativo, vendette successivamente l'Avro Type D al comandante (in seguito vice maresciallo dell'aria Sir) Oliver Schwann. Schwann decollò con l'Avro D da Cavendish Dock a Barrow-in-Furness il 18 novembre dello stesso anno, ma si schiantò in fase di atterraggio.
Tra i suoi allievi alla Avro School of Flying vi erano Oscar Gnosspelius, nel febbraio 1911 per i voli diritti e livellati, Ronald Kemp, che effettuò il primo volo di prova di in idrovolante a Brooklands, e poi volò con lo sperimentale Gnosspelius n.2 a Windermere nel 1912, e Sydney Sippe (poi major), che fece il primo volo con successo decollando dalla superficie marina in Gran Bretagna a Barrow-in-Furness il 2 aprile 1912 su un Avro Type D. Trasferitosi temporaneamente alla Bristol Aeroplane Company divenne il pilota collaudatore più pagato in Inghilterra, vincendo diverse competizioni aeree in tutto il paese, e effettuare voli dimostrativi con gli aerei della compagnia in Spagna, Germania, Romania e Italia.
Nel 1913 Edward Wakefield fu presente alla cerimonia di presentazione della Coppa Schneider per idrovolanti, voluta da Jacques Schneider. Nel 1914 fu assunto da Thomas Sopwith per partecipare alla seconda edizione della Coppa Schneider, tenutasi a Monaco, che vinse volando su un Sopwith Schneider.
Dopo lo scoppio della prima guerra mondiale venne assegnato al Royal Flying Corps come membro dello Air Investigation Department presso il Royal Aircraft Establishment. Nella sua carriera di pilota, dal giugno 1910 al 1918, ha volato su circa 80 diversi tipi di velivoli e ha registrato circa 3.500 ore di volo.
Nel 1919 entrò nella Avro Transport Company affittando un hangar a Cockshott, sul Windermere. Tra il 21 luglio e l'ottobre 1919, quando la stagione degli idrovolanti terminò, utilizzò due Avro 504L per giri turistici, voli di addestramento, consegna dei giornali a Douglas, sull'isola di Man, e anche  di trasporto di passeggeri al prezzo di 10 ghinee. Stabilitosi a Windermere avviò un'officina meccanica per riparazione motori nei locali dell'hangar, e per i successivi otto anni vendette automobili, motociclette e benzina, fornendo consulenza motoristica, un servizio taxi per la stazione di Windermere, e tour turistici in pullman.
Intorno al 1929 si trasferì nel Devon dove lavorò come ingegnere presso l'aerodromo di Haldon.  Nel corso della seconda guerra mondiale (1939-1945) rientrò in servizio attivo presso l'Air Investigation Department di Farnborough.  
Si spense il 7 febbraio 1972, e il suo corpo fu sepolto a Jurby, nell'isola di Man.

### Fonti
1. 1 2 3 4 5 6 7 8 9 10  Waterbird.
2. ↑  Mancini 1936, p. 498.
3. ↑  Lewis 1962, p. 59.
4. 1 2  Lewis 1962, p. 60.
5. 1 2  Lewis 1962, p. 273.
6. ↑  Lewis 1970, p. 81.
7. ↑  Keith A  Saunders, (June 2000), Air Racing at Haldon, in Aeroplane, 28 (326) p. 78.
8. ↑  Earlyaviators.